# Saone
Saone è una frazione del comune di Tione di Trento, in provincia di Trento. Sino al 1928 è stato comune autonomo.

## Geografia fisica
Il territorio dell'ex comune confina con Borgo Lares, Tre Ville, Comano Terme e Bleggio Superiore. Zona ricca di acqua, oltre al fiume Sarca si possono trovare alcuni torrentelli che sgorgano lungo le pendici della montagna calcarea. La conformazione del territorio presenta dei terreni pianeggianti lungo le rive del fiume Sarca e intorno al centro abitato (solo il rione di Campredos si trova in posizione rialzata a causa di una frana, dovuta al torrente Ri del cioc (oggi pieno di trote)  che nel 1700 investì quella parte di paese). Poi, man mano che ci si avvicina alle pendici del monte Cima Sèra il terreno comincia ad essere pendente, fino ad arrivare ad essere abbastanza impervio. La maggior parte del territorio è boschivo.

## Storia
Fino alla scomparsa del Principato Vescovile di Trento, apparteneva alla giurisdizione della Pieve del Bleggio. Ciò potrebbe stupire, ma bisogna pensare che, ai tempi della divisione in pievi, Saone restava separato dagli altri paesi della "Busa di Tione" dal fiume Sarca e da una valle ripida e scoscesa (la "Larga", formata dal torrente Rediver); al Bleggio, invece, era collegato tramite il passo del Durone.
Fino al XVIII secolo era distinto nei due sobborghi di Saone Superiore e di Saone Inferiore. Quest'ultimo fu devastato da un'alluvione del Sarca e così gli abitanti si videro costretti a trasferirsi a Saone Superiore, con il quale erano legati da rapporti di parentela. A testimonianza dell'antico abitato rimane oggi in zona San Giovanni la chiesetta dedicata al Battista ricostruita nel 1890 e alcuni edifici rustici.
Saone Superiore, poi semplicemente Saone, venne risparmiato dalla peste che colpì i paesi alla sinistra del Sarca.
Il nome di Saone, al pari di quello del Duron (Dron = il passaggio, il colle) sarebbe di antica origine celtica. Così la Francia ospita un fiume dal nome praticamente identico : la Saône. Ambedue si riferiscono alla presenza di acqua : "en" (il fiume, il corso d'acqua...viene così nominato l'Inn in territorio svizzero engadinese) e il prefisso "saon" indica la prossimità, la vicinanza; dunque "saon-en" = "vicino al fiume", il che significato corrisponderebbe alla posizione del paese.
Di importanza storica per il paese di Saone fu la nascita di una cooperativa nel 1893 promossa dal padre della cooperazione trentina don Lorenzo Guetti.
Rilevante storicamente è inoltre la sagra di San Giovanni che si tiene ogni anno sul finire mese di agosto con grande partecipazione di popolo.

## Monumenti e luoghi d'interesse

### Architetture religiose
- Chiesa di San Brizio. La parrocchiale fu ricostruita nel Settecento dopo la demolizione di un edificio più antico che sorgeva dove si trova il cimitero (presentava problemi strutturali dovuti a infiltrazioni d'acqua).

### Architetture civili
- Malga Stablo (1478 m, loc. Stablo), da poco ristrutturata e raggiungibile in auto.
- Malga Solvia a 4 km da malga Stablo e accessibile solo a piedi.

## Manifestazioni e gastronomia
Saone ha due santi patroni: San Brizio, titolare della parrocchiale, e San Giovanni Battista, già patrono di Saone Inferiore. Nelle rispettive ricorrenze (13 novembre e 29 agosto) vengono organizzate due sagre paesane. In occasione di entrambe si serve un piatto tipico: per San Brizio si cucinano le verze che, dopo le prime gelate invernali, diventano più gustose e possono essere consumate; per San Giovanni i capuss una specie di gnocco realizzato con pan grattato, formaggio grana, uva sultanina, uovo, pepe, erbette, aglio e burro, il tutto racchiuso in foglie di vite e fatto bollire.
Altro piatto tipico è la torta dura simile alla sbrisolona di Mantova. La ricetta originale prevede di preparare questo dolce di mandorle un mese prima della sagra: appena cucinato è talmente duro da non poter essere mangiato e solo dopo alcune settimane si ammorbidisce diventando commestibile.
Per quanto riguarda lo sport, si svolge ogni anno, il Trofeo di calcio "Balon a Saon", prestigiosissimo ed importantissimo match a partita unica che vede scontrarsi le due rivalissime parti ("sòra" e "sòta") del paese.